# Cophocerotis submuscosa
Cophocerotis submuscosa är en fjärilsart som beskrevs av W. Warren 1904. Cophocerotis submuscosa ingår i släktet Cophocerotis och familjen mätare. Inga underarter finns listade i Catalogue of Life.